# Championnats du monde de duathlon 2010
Navigation
Édition précédente Édition suivante
Les championnats du monde de duathlon 2010, vingt-et-unième édition des championnats du monde de duathlon, ont lieu du 3 au 5 septembre 2010 à Édimbourg, au Royaume-Uni.

## Distances
| Course à pied | Cyclisme | Course à pied |
| ------------- | -------- | ------------- |
| 10            | 40       | 5             |

## Palmarès élite et distances
| Rang               | Athlète            | Temps           |
| ------------------ | ------------------ | --------------- |
| Médaille d'or      | Bart Aernouts      | 1 h 50 min 22 s |
| Médaille d'argent  | Rob Woestenborghs  | 1 h 50 min 23 s |
| Médaille de bronze | Joerie Vansteelant | 1 h 50 min 30 s |

| Rang               | Athlète              | Temps          |
| ------------------ | -------------------- | -------------- |
| Médaille d'or      | Catriona Morrison    | 2 h 2 min 47 s |
| Médaille d'argent  | Sandra Levenez       | 2 h 3 min 5 s  |
| Médaille de bronze | Felicity Sheedy-Ryan | 2 h 6 min 14 s |